# روميان دوريس
روميان دوريس (بالفرنسية: Romain Duris)‏ (و. 1974 – م) هو ممثل من فرنسا . ولد في باريس.

## جوائز
حصل على جوائز منها:
- قائد الفنون والآداب.

## روابط خارجية
- روميان دوريس على موقع IMDb (الإنجليزية)
- روميان دوريس على موقع مونزينجر (الألمانية)
- روميان دوريس على موقع قاعدة بيانات الأفلام العربية
- روميان دوريس على موقع ألو سيني (الفرنسية)
- روميان دوريس على موقع ميوزك برينز (الإنجليزية)
- روميان دوريس على موقع أول موفي (الإنجليزية)
- روميان دوريس على موقع قاعدة بيانات الأفلام السويدية (السويدية)
- روميان دوريس على موقع إن إن دي بي (الإنجليزية)
- روميان دوريس على موقع ديسكوغز (الإنجليزية)
- روميان دوريس على موقع قاعدة بيانات الفيلم (الإنجليزية)